# Muzeul Județean de Istorie Ialomița

## Colecția de arheologie
Muzeul Județean Ialomița deține un patrimoniu arheologic dobândit în urma cercetărilor sistematice, sau a descoperirilor întâmplătoare. Colecția de arheologie este constituită din obiecte ce aparțin unor perioade istorice diferite, începând din Neolitic (mil. V î.Hr.) și până în plină epocă medievală (sec.XV-XVIII).
Cea mai mare parte dintre obiectele aparținând acestei colecții sunt expuse astăzi la Muzeul Județean în cadrul expoziției tematice "Evoluția comunităților umane în bazinul Ialomiței, Omul și Râul".
Artefactele ce aparțin culturilor neo-eneolitice (mil. V-IV a Chr.), oferă prilejul cunoașterii creației materiale și spirituale a comunităților umane sedentare, legate organic de marile centre de civilizație din Peninsula Balcanică și Orientul Apropiat.
Din epoca metalelor cităm în mod deosebit depozitul de bronzuri de la Dridu-Metereze (Hallstatt sec. X-IX a. Chr.). Prin numărul mare de piese (352) și diversitatea lor (seceri, vârfuri de lance, topoare, obiecte de podoabă, de harnașament) se încadrează în categoria marilor valori antice descoperite în Romania.
Reprezentative pentru cultura și civilizația geto-dacică din câmpie, sunt colecțiile de obiecte des-coperite în davae-le din apropierea unor cursuri de apă (Ialomița, Borcea). Printre aceste valori amintim - rhyton  din lut  și  vatra  cu  decor  solar  de  la  Piscul Crăsani, olăria lucrată cu mâna și la roată de la Stelnica-Grădiștea Mare sau Popina-Bordușani.
Colecțiile de epocă medievală (sec. VIII-XVIII), provenite din așezări (Dridu, Târgul de Floci) și necropole (Platonești), pun în valoare atât cultura materială a acestor secole, cât și diferitele evenimente istorice petrecute.
Muzeul deține și o colecție de numismatică cu piese republicane și imperiale romane, bizantine, turcești, bulgărești, austro-ungare și românești din bronz, sau argint.
A existat și există o preocupare deosebită pentru lărgirea patrimoniului arheologie prin desfășurarea unor activități de cercetare științifică și restaurare pe șantierele arheologice de la: Bordușani-Popina (preistorie), Săveni - La Movile (preistorie), Bucu-Popină (protoistorie), Platonești-terasă (protoistorie), Platonești - tumul (populații alogene pe teritoriul țării noastre), Stelnica-Grâdiștea Mare (perioada getică),  Platonești-necropolă și Vlădeni-Popina Blagodeasca (cultura Dridu), Giurgeni -Orașul de Floci (civilizație medievală, locul de naștere al marelui Mihai Voievod Viteazul).

## Colecția de etnografie
Cuprinde un număr de 6882 piese, din următoarele categorii: 
- port popular
- podoabe
- țesături de interior ceramică tradițională românească - ocupații: unelte,
- ustensile instalații, obiecte de uz gospodăresc, obiecte de iluminat,  transport
- elemente de arhitectură mobilier țărănesc
- obiecte legate de obiceiuri (recuzită) instrumente muzicale.

## Colecția de istorie
Deosebit de valoroase sunt fondurile documentare aparținând unor personalități originare din lalomița, sau a căror activitate este legată de aceste locuri.
- Mihail Vulpescu - celebru muzician și pasionat etnolog care a publicat pentru prima data în 1917 la Paris doinele românești în colecția „Doinas de Roumanie ”. Apostol   D. Culea   -  originar  din   Sudiți, Ialomița, a   participat   la   organizarea învățământului românesc modern în Basarabia după 1918 și la organizarea școlilor populare.
- I.M.Dobrescu - personalitate de talie internațională a lumii științifice, printre primii cercetători ai chimiei solului.

## Colecția artă și cultura religioasă
Este constituită din icoane pe lemn din sec. XVIII-XIX, vase de cult, carte de cult și veșminte preoțești, la care se adaugă fragmente restaurate din fresca originală din biserica de la Dridu-Sărindar, ridicată la 1777.

Remarcabilă prin diversitatea stilistică și iconografică, colecția de icoane poartă pe lângă inspirația bizantină, amprenta unor școli cunoscute școli de mânăstire sau de școală rusească, dar și de factură țărănească.

Colecția de Artă și Cultură Religioasă Maia - Catargi o colecție unică, de mare valoare artistică și memorială, ce cuprinde icoane pe lemn, sticlă, metal, carte religioasă și carte de cult, veșminte preoțești, vase de cult, piese de sec. XVIII -inc. sec.XX.

## Colecția de artă plastică: pictură, grafică, sculptură
Colecția de artă plastică și decorativă a Muzeului Județean lalomița a început să fie constituită la începutul anilor 70 și conține în prezent 1200 de lucrări, multe purtând semnătura unor artiști de renume: Corneliu Baba, Oscar Hah, Emil Ciocoiu, Sabin Bălașa, Margareta Sterian, Horia Bernea, etc.

Se regăsesc în colecție și compoziții ale unor plasticieni ialomițeni precum: Alexandru Deacu, Pătru George, Maria Unțanu.

## Colecția de artă "Nicolae și Zamfira Tuzlaru"
Colecție de o deosebită valoare. ce cuprinde foarte multe lucrări de pictură și grafică, unele purtând semnătura unor nume de mare rezonanță în lumea artistică: Cojan, Labin, Dărăscu, Schweitzer-Cumpăna, Sirato, H.H. Catargi, Piliuță, Ressu, Verona, Phoebus, Steriadi, Bakst, Stoenescu, Iser, Brauner, Baba.
  
Icoane pe lemn, icoane pe sticlă (Școala Transilvăneană, Școala de la Novgorod de sec.XVIII-XIX) sfeșnic din bronz, alamă argintată, cădelnițe, crucifix.

O vastă și impresionantă colecție de tablouri ale pictorului Nicolae Tuzlaru: peisaje, naturi statice, portrete, majoritatea uleiuri pe carton, dar și pe pânză, precum și seria de tablouri pictate numai în culori de plante, tehnică personală a pictorului Nicolae Tuzlaru.

La secțiunea "Artă decorativă" sunt cuprinse foarte multe piese, de la vase decorative de faianță chinezească "Zatuma" sec. XVIII și obiecte miniaturale, precum dulăpioare și casete chinezești, evantai, albume cu coperți și decor în fildeș (japoneze), la farfurii decorative de porțelan, de la cele mai renumite manufacturi din lume (sec. XIX – Limoges, Rosenthalle, Bavaria, Birmingham).

Vase din faianță produse de celebrele ateliere Deruta și Delft, porțelan pictat manual în aur pe fond cobalt, vase decorative din majolica.

Vase ornamentale și fructiere cloisonee. porțelan de Sevres de sec. XVIII, vase de Bohemia.

Statuete din bronz masiv, metal polisat, stibiu și bronz, semnate: Savargin, Bruchon, Constant, Poitvin.

Samovare și pendule, piese de mobilier, petromaxuri, fiare de călcat, râșnițe de mână.

O parte dintre aceste obiecte deosebite pot fi admirate în cadrul expoziției: "Nicolae Tuzlaru - Pictor și colecționar".

## Apariții editoriale
"IALOMIȚA - STUDII ȘI CERCETĂRI DE ARHEOLOGIE, ISTORIE, ETNOGRAFIE ȘI MUZEOLOGIE" continuă seria "Ialomița - Studii și Comunicări de Muzeologie, Arheologie-Istorie și Etnografie" inaugurată în 1977.

Specialiștii muzeului și colaboratorii lor își aduc onest contribuția la studierea diferitelor aspecte de cultură și civilizație ale zonei, integrate patrimoniului național.

Rezultatele cercetărilor științifice efectuate de-a lungul timpului în județul Ialomița se regăsesc astăzi în expoziția de bază a Muzeului Județean Ialomița, intitulată Evoluția comunităților umane în bazinul Ialomiței. Omul și râul, reorganizată și deschisă publicului la 1 decembrie 2003.